# Дзержинский район (Казань)
Дзержинский район (тат. Дзержинский районы) — один из упразднённых районов Казани.
Здание райисполкома находилось по адресу: улица Ухтомского, 12.
Районный комитет ВКП(б)/КПСС находился по адресу: улица Ухтомского, 11/16.

## География
Район находился в северо-восточной части исторического центра Казани; на западе граничил по Ярмарочной улице и Булаку с Бауманским районом, на юге по улице Камала со Сталинским районом, северо-восточнее находился Кировский район.

## История
Район был создан в 1942 году из северо-восточной части Сталинского района. На территории района находились: колхозный рынок, завод автогаражного оборудования, весоремонтный завод, кетгутный завод, хлебозавод № 1, республиканская контора Всесоюзного объединения «Центрозаготзерно» и другие учреждения.
В середине 1950-х годов в связи с подготовкой ложа Куйбышевского водохранилища, а также в связи со строительством защитных сооружений с территории района были перенесены жилые дома и предприятия, в том числе лесозавод треста «Казаньстрой», мастерские Татсоюза, цех Таттехжирпрома, склады Минлесбумпрома ТАССР, мельница № 4 треста «Главмука», подсобное хозяйство Казанской железной дороги и другие.
Упразднён 7 декабря 1956 года, территория вошла в состав Бауманского района.

## Руководители
Первые секретари райкома РКП(б)/ВКП(б)/КПСС:
- Фёдоров, Ефим Романович (май 1942 – декабрь 1942)
- Гобрусев, Валерий Андреевич (февраль 1943 – октябрь 1943)
- Вильдяев, Филипп Андреевич (октябрь 1943 – июль 1944)
- Феденёв, Сергей Павлович (июль 1944 – август 1950)
- Низамов, Салях Низамович (август 1950 – март 1952)
- Абдрашитов, Абдулхай Шакирович (март 1952 – декабрь 1956)

## Улицы[5][6]
- Вокзальная площадь
- Володарского
- Галиаскара Камала (чётная часть)
- Кирова (часть)
- Кировский переулок
- Колхозная
- Коротченко
- Кремлёвская (часть)
- Лево-Булачная (часть)
- Нариманова (часть)
- Новая дамба
- Односторонка Ямской
- Пионерская (забулачная часть)
- Посадская
- Сакко и Ванцетти
- Старая дамба
- Ташаяк (часть)
- Товарная
- Тукаевская (часть)
- Ухтомского
- Ярмарочная (нечётная часть)
- Ямская

## Транспорт
На территории района располагалась железнодорожная станция Казань.
По улицам Тукая, Пионерская, Лево-Булачная, Кирова осуществлялось трамвайное движение; ходили маршруты: № 1 и его дублёр № 7 («железнодорожный вокзал» — «Дальнее Устье»), № 2 («железнодорожный вокзал» — «улица Волкова»), № 4 («железнодорожный вокзал» — «улица Газовая»), № 5 («компрессорный завод» — «Ягодная слобода»), № 8 («железнодорожный вокзал» — «Поле Ершова») и № 9 («Караваево» — «улица Университетская»).
Троллейбусное движение появилось в районе в 1952 году: через улицу Кирова шёл троллейбус № 2, соединявший площадь Куйбышева с Горьковским шоссе; в 1954 году он получил № 4. В том же году также по территории района начал курсировать «новый» маршрут № 2 («железнодорожный вокзал» — «парк Горького»).
На момент упразднения района через его территорию проходили автобусные маршруты № 2 («железнодорожный вокзал» — «Зеленодольск»), № 3 («железнодорожный вокзал» — «Столбище»), № 4 («площадь Куйбышева» — «Новостройка»), № 10 («железнодорожный вокзал» — «Ферма-2»), № 11 («железнодорожный вокзал» — «Поповка»).

## Образование
В 1952/53 учебном году в районе действовали 4 школы:
- средняя русская мужская школа № 78 (Тукаевская, 3),
- средняя русская женская школа № 85 (Галиаскар-Камал, 24),
- начальная русская смешанная школа № 48 (Кирова, 13),
- начальная русская смешанная школа № 96 (Новая дамба, 1).[9]